# Samseo-myeon
Samseo-myeon (koreanska: 삼서면) är en socken i Sydkorea. Den ligger i kommunen Jangseong-gun i provinsen Södra Jeolla, i den södra delen av landet, 260 km söder om huvudstaden Seoul.